# Caenurgia socors
Caenurgia socors là một loài bướm đêm trong họ Erebidae.